# Буайе, Жан Пьер
Жан-Пьер Буайе́ (фр. Jean-Pierre Boyer; 15 февраля 1776, Порт-о-Пренс — 9 июля 1850, Париж) — гаитянский военный, политический и государственный деятель, один из лидеров Гаитянской революции, президент Гаити с 1818 по 1843 год. Он воссоединил север и юг Гаити в 1820 году, а также захватил и взял под свой контроль Санто-Доминго (как в то время называлась Доминиканская Республика), что привело к объединению всего острова Гаити под властью одного правительства в 1822 году. Буайе правил страной дольше, чем любой другой из латиноамериканских президентов-революционеров его поколения (Libertadores — «Освободителей»).

## Ранняя жизнь и образование
Буайе родился в Порт-о-Пренсе и был сыном богатого французского портного и африканки, освобождённой рабыни из Конго. Отец отправил его во Францию для получения образования. Во время Французской революции он сражался в качестве командира батальона и сражался против Туссена Лувертюра в первые годы Гаитянской революции.

## Военная карьера

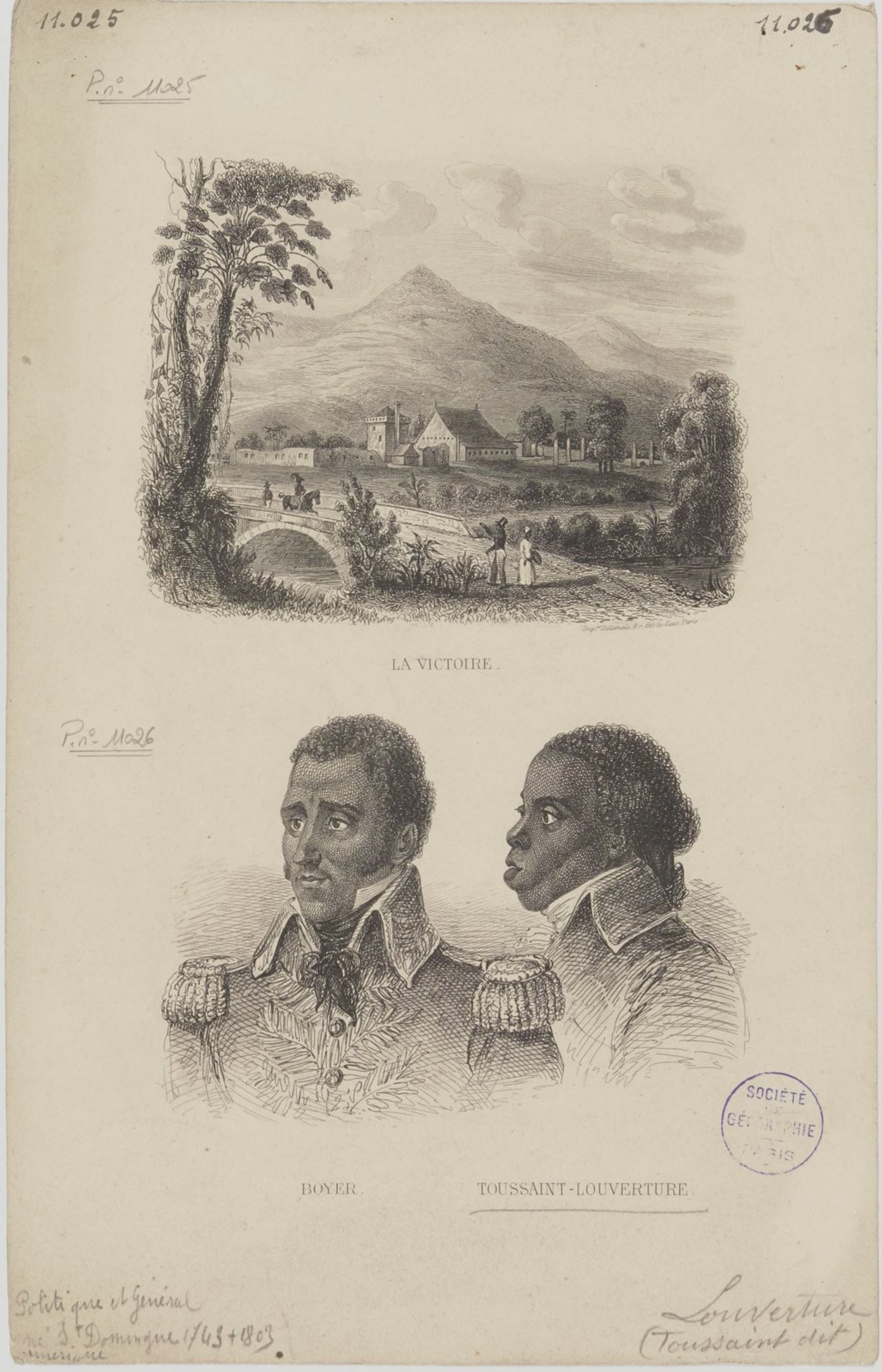
Журнал La Victoire (1800-1899), с изображением Жан-Пьера Буайе и Туссена Лувертюра

После восстания африканских рабов на севере Сан-Доминго в 1791 году Буайе присоединился к французским комиссарам и отправился туда воевать против «больших белых» (фр. Grand Blancs; как называли владельцев плантаций) и роялистов. В 1794 году на Сан-Доминго вторглись британские войска, пытавшиеся извлечь выгоду из нынешних беспорядков и захватить колонию. Буайе отправился в Жакмель, где объединил свои силы с лидером мулатов генералом Андре Риго. В то время как другие лидеры мулатов сдались Туссену Лувертюру на юге Сен-Доминго, Буайе бежал во Францию с Риго и Александром Петионом.
Затем он вернулся на Сан-Доминго в знак протеста против правления бывших рабов, которого только что добился Туссен Лувертюр. К началу 1802 года Риго и другие лидеры узнали, что французы намеревались лишить мулатов гражданских прав и восстановить рабство для бывших рабов на Сан-Доминго (как им удалось это сделать в Гваделупе). Восстание только усилилось из-за этого шага французов. Буайе сотрудничал с другими местными командирами, чтобы победить французов. В ноябре 1803 года Франция вывела уцелевшие 7000 солдат, что составляет менее одной трети сил, отправленных на остров. Большинство из них умерло от желтой лихорадки, которая была эндемичной для острова.
Жан-Жак Дессалин, бывший раб с севера, провозгласил независимость Гаити 1 января 1804 года. Он провозгласил себя императором Жаком I. Он был убит противниками в 1806 году.
Александр Петион и Анри Кристоф боролись за право править Гаити и олицетворяли раскол между городской элитой мулатов Юга и бывшими чернокожими рабами Севера. После многих лет войны они основали отдельные государства: Петион, создавший Республику Гаити в южной части Гаити, и Кристоф, создавший Государство Гаити (позже Королевство) на севере.

## Президентство

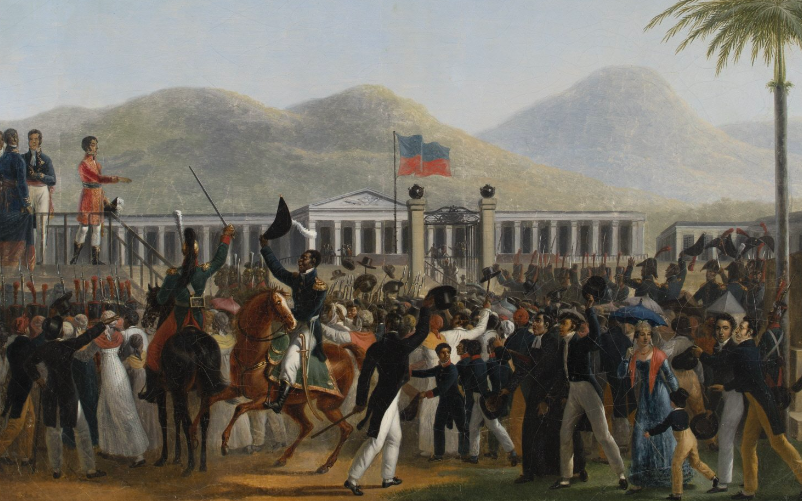
Инаугурация Жан-Пьера Буайе, 1818 г.

### Начало правления
В 1818 году Петион умер, и Буайе сменил его на посту второго президента Республики Гаити. Это был организованный переход, поскольку Петион выбрал Буайе своим преемником, и Сенат одобрил его выбор. Пересмотренная конституция 1816 года предусматривала, что президент выбирает своего преемника в качестве меры защиты нации от иностранного вторжения.
Буайе считал, что Гаити необходимо признать независимым государством, и что это можно сделать, только если заключить дипломатические отношения с Францией. 11 июля 1825 года Буайе подписал договор о возмещении убытков, согласно которому Гаити выплатит Франции определенную сумму денег, чтобы компенсировать потерю собственности в виде рабов и торговли в обмен на официальное дипломатическое признание своей независимости.
Как только Буайе пришел к власти, он столкнулся с продолжающимся конфликтом с Анри Кристофом и Королевством Гаити на севере. Автократическое правление Анри I вызвало политический кризис в Королевстве Гаити. После того, как солдаты восстали против него в 1820 году, из-за слабого здоровья и страха перед расправой Кристоф покончил жизнь самоубийством. Буайе воссоединил Гаити мирным путём.

### Объединение острова Гаити
30 ноября 1821 года несколько приграничных городов у границы с Санто-Доминго подняли новый флаг в знак независимости. Новое государство было известно как Испанское Государство Гаити. 1 декабря 1821 года лидеры нового государства решили объединиться с Великой Колумбией.
Буайе стремился защитить свою страну от опасности повторного захвата Санто-Доминго Францией или Испанией и нападения или повторного завоевания Гаити. Он хотел сохранить независимость Гаити и обеспечить свободу рабов в Санто-Доминго.
Пообещав защиту нескольким доминиканским пограничным губернаторам и заручившись их верностью, в феврале 1822 года Буайе аннексировал новое независимое государство силами 50 000 солдат. 9 февраля 1822 года Буайе официально и триумфально вошел в столицу Санто-Доминго, где Нуньес де Касерес передал ключи от города. Доминиканцы беспокойно отреагировали на гаитянское вторжение.
Остров Гаити теперь был объединён под одним правительством от мыса Тибурон до мыса Самана. Предоставив землю гаитянским военным за счет бывших членов испанских войск Санто-Доминго. Он продолжил политику Петиона, своего бывшего политического наставника, помогая свободным цветным людям в других испано-американских колониях сопротивляться испанской короне. Буайе игнорировал гаитянских политических противников, призывавших к реформам, таким как парламентская демократия, и генералов-ветеранов Войны за независимость, которые считали, что основные задачи революции не осуществлены.
Но некоторые политики и военные в Санто-Доминго выступали за объединение с Республикой Гаити. Бывшие рабы стремились добиться освобождения при поддержке президенте Гаити Жан-Пьере Буайе. Другая группа, базирующаяся в Дахабоне, недалеко от границы, выступала против союза с Великой Колумбией и поддерживала Буайе.

### Эмиграция афроамериканцев на Гаити
Буайе и его помощники, Жозеф Бальтазар Инжинак и Джонатас Гранвиль, были глубоко вовлечены в массовую миграцию чернокожих американцев на Гаити в 1824 году. Однако это решение произошло не на пустом месте. Мигранты также не ответили быстро на обещания, данные гаитянским правительством. Миграцию часто называют неудачной из-за того, что из 6000 (или более) мигрантов вернулась в США пара и более тысяч.
Белые американцы, обеспокоенные тем, что свободные чернокожие смогут ассимилироваться в Соединенных Штатах, основали Американское колонизационное общество (ACS) в 1816 году, чтобы «репатриировать» чернокожих американцев в Африку, независимо от того, где они родились. Это было непростое сотрудничество между аболиционистами и рабовладельцами, подходившими к проблеме с разных точек зрения. ACS планировало колонизацию территории для афроамериканцев, которая стала Либерией. В 1817 году Лоринг Д. Дьюи совершил поездку по Восточному побережью в поисках эмигрантов, начиная с Нью-Йорка. Организация надеялась переселить 100 000 свободных цветных людей в течение 10 лет.
Встречи Дьюи с людьми в Нью-Йорке убедили его отказаться от идеи колонизации Либерии. Большинство афроамериканцев не хотели покидать США, которые они считали полностью своей родной страной. Дьюи встретился в Нью-Йорке с гражданами Гаити, большинство из которых были беженцами из числа этнических французов и свободными цветными людьми, бежавшими от революции. Они рекомендовали Гаити как идеальную родину чернокожих из-за умеренных погодных условий и независимого правительства чернокожих. После того, как Дьюи написал Буайе, чтобы определить, заинтересован ли он по-прежнему в приёме американских иммигрантов.
ACS отправила Буайе вопросы, связанные с его целью создания колонии для свободных чернокожих американцев. Буайе был уверен, что его правительство сможет принять этих людей. ACS пыталось договориться о том, чтобы правительство Гаити оплачивало транспортные расходы эмигрантов. Буайе ответил, что правительство заплатит за тех, кто не сможет себе этого позволить, но ACS придется позаботиться об остальных финансах. Гаити уже было в долгу перед французами, которые потребовали высокую плату за утраченное имущество плантаторов, по сути заставив Гаити заплатить за свою независимость. У правительства не было средств для перевозки афроамериканских семей на Гаити.
Дьюи предложил создать колонию для свободных чернокожих американцев, которая была бы отделена от остальной части острова, со своими законами, законодательным органом и т. д. Буайе был против идеи американской колонии на острове, поскольку гаитяне опасались повторного колонизации. Он сказал Дьюи, что законы правительства Гаити распространяются на всех жителей этой страны.
Начиная с сентября 1824 года, почти 6000 американцев, в основном свободные цветные люди, мигрировали на Гаити в течение года на кораблях, отправляющихся из Нью-Йорка, Балтимора и Филадельфии. Из-за бедности страны и неспособности администрации Буайе помочь поддержать новых иммигрантов в переходный период, большинство из них вернулись в Соединенные Штаты в течение короткого периода времени.

### Выплата долга за независимость Гаити

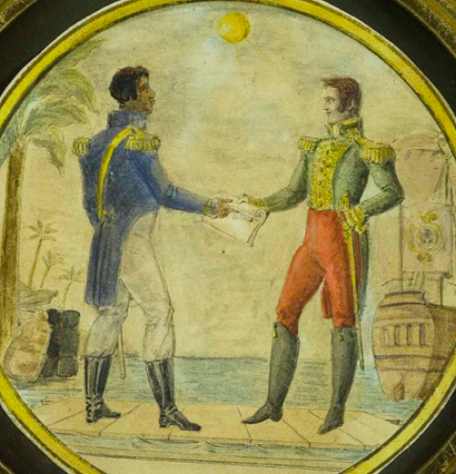
Жан-Пьер Буайе и король Франции Карл X.

Буайе стремился устранить угрозу со стороны Франции и начал переговоры. Соглашение было достигнуто 11 июля 1825 года, когда Буайе подписал договор о возмещении убытков. В нем говорилось, что Франция признаёт Гаити независимой страной в обмен на 150 миллионов франков, выплаченных в течение пяти лет. Хотя эта сумма была позже уменьшена до 90 миллионов франков (в 1838 г.), это был сокрушительный экономический удар по Гаити.
Буайе пришлось договориться о ссуде во Франции в размере 30 миллионов франков, чтобы выплатить первую часть возмещения. Тем временем большая часть преимущественно сельского населения Гаити перешла к сельскохозяйственному промыслу. Он пытался внедрить полуфеодальную систему земледелия, чтобы повысить производительность сельского хозяйства на острове, но люди сопротивлялись привязке к чужим землям. Законом о сельских районах Буайе возродил программу распределения земли. Он разбил несколько крупных плантаций и раздал землю мелким фермерам. Чтобы попытаться производить достаточно продукции на экспорт для получения дохода, правительство «привязало» сельское население к их приусадебным участкам и установило производственные квоты.

### Война за независимость Греции
Гаити было первым независимым государством, которое признало греческую революцию против Османской империи. Жан-Пьер Буайе, после просьбы греков о помощи, обратился 15 января 1822 года. В письме, отправленном греческим эмигрантам, проживающим во Франции, Адамантиосу Кораису, Христодулосу Клонарису, Константиносу Полихрониадесу и А. Богоридесу, собравшиеся в комитет, который искал международной поддержки грекам, президент Гаити выразил свою поддержку греческой революции и сравнил борьбу греков с борьбой за независимость Гаити. Буайе извинился за то, что не смог финансово поддержать революцию в Греции, хотя надеялся, что сможет в будущем. Но он заявил о своей моральной и политической поддержке революции, в частности, дополнив свое письмо ссылками на классическую греческую историю, продемонстрировав подробное знание истории этой страны и убедительно упомянув современных революционеров как законных наследников своих предков.
Некоторые историки утверждают, что Буайе также отправил грекам 25 тонн гаитянского кофе, который можно было продать, а вырученные средства использовать для покупки оружия, но нет достаточных доказательств, подтверждающих то или иное утверждение о том, что сто гаитянских добровольцев отправились воевать в Войне за независимость Греции. Якобы их корабль был взят пиратами где-то в Средиземном море, и эти корабли с добровольцами якобы так и не достигли места назначения.

## Свержение, изгнание и смерть

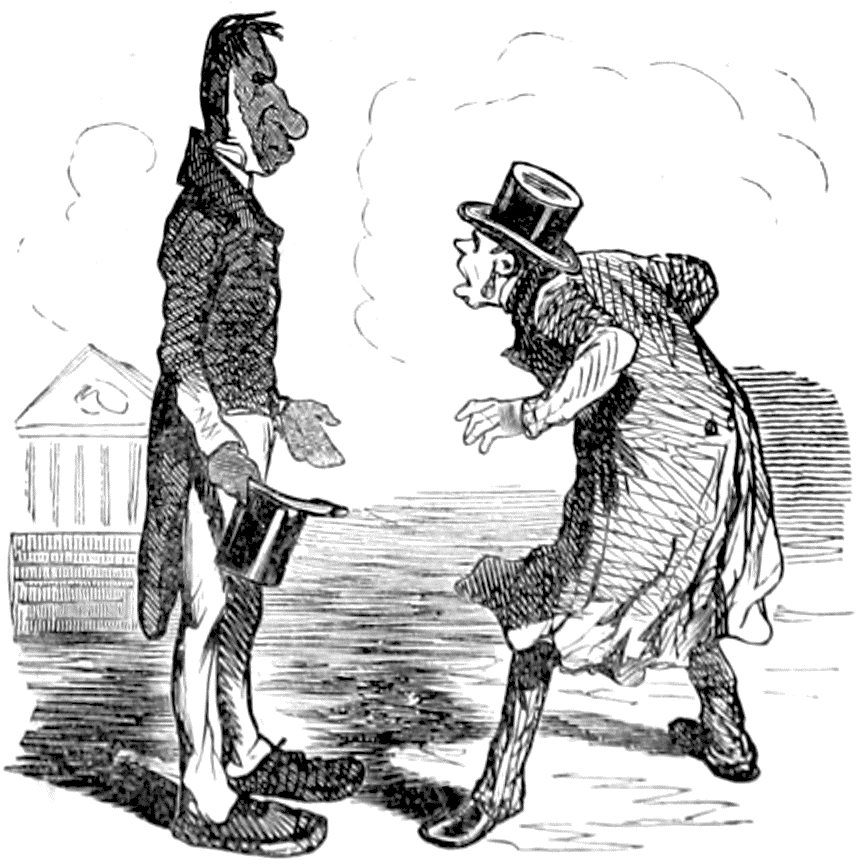
Карикатура, изображающая Жан-Пьера Буайе в Париже.

Правление Буайе продлилось до 1843 года, когда бедственное экономическое положение ухудшилось из-за землетрясения 1842 года в Кап-Аитьене. Неблагополучное большинство крестьянского населения подняло восстание при поддержке генерала Шарля Ривьер-Эрара в конце января. В марте 1843 года Буайе бежал с Гаити на соседнюю Ямайку. В конце концов он поселился в изгнании во Франции.
В 1847 году на Гаити к власти пришёл Фостен Сулук и Буайе поддержал политику нового президента. После того, как Сулук в 1849 году установил на Гаити режим империи, Буайе решил вернуться на Гаити, чтобы император даровал ему титул герцога, но не успел, так как умер в Париже в 1850 году. Потомки Буайе до сих пор живут во Франции.

## Список примечаний
1. ↑  The Persian Pavilion at Vienna // Scientific American. — 1873-09-13. — Т. 29, вып. 11. — С. 167–167. — ISSN 0036-8733. — doi:10.1038/scientificamerican09131873-167.
2. ↑  Kühnl, Karel, (born 12 Sept. 1954), Agent for Expatriate Affairs, Ministry of Foreign Affairs, Czech Republic, since 2013 // Who's Who. — Oxford University Press, 2007-12-01.
3. ↑  Deborah Jenson. Boyer, Jean-Pierre // African American Studies Center. — Oxford University Press, 2016-06-01.